# Un mundo hambriento
Un mundo hambriento es el primer cortometraje animado de Pablo Llorens. Fue realizado en 1987.

## Sinopsis
En un árido planeta, diversas criaturas luchan por sobrevivir, procurando comer y no ser comidas.